# باري رايس
باري رايس (بالإنجليزية: Barry Rice)‏ (23 سبتمبر 1987 بيوكليد في الولايات المتحدة - ) هو لاعب كرة قدم أمريكي في مركز الدفاع. لعب مع دي.سي. يونايتد وAkron Summit Assault ‏ وChicago Fire U-23 ‏.

## وصلات خارجية
- باري رايس على موقع قاعدة بيانات كرة القدم.إي يو (الإنجليزية)